# 416273 Glennsnyder
416273 Glennsnyder este o planetă minoră (asteroid) din centura de asteroizi. A fost descoperită pe 8 aprilie 2003 la Table Mountain Observatory⁠(d) de James Whitney Young⁠(d). 
Obiectul prezintă o orbită caracterizată de o semiaxă mare de 2,5987260628175 UAi, o excentricitate de 0,18984198175929, o înclinație de 13,697767392698 ° în raport cu ecliptica.